# آندره گالوائو
آندره گالوائو (انگلیسی: André Galvão؛ زادهٔ ۲۹ سپتامبر ۱۹۸۲) ورزشکار هنرهای رزمی ترکیبی و استاد جوجیتسو برزیلی اهل برزیل است.